# Kalmar
Kalmar je grad u Švedskoj u istoimenoj županiji s bogatom povijesnom baštinom.

## Zemljopis
Grad se nalazi u istočnome dijelu južne Švedske na obalama Baltičkoga mora.  U sastavu je županije Kalmar čije je i središte.

## Stanovništvo
Prema podacima o broju stanovnika iz 2005. godine u gradu živi 35.170 stanovnika. Kalmar je treći po veličini grad u Smålandu poslije Jönköpinga i Växjöa.

## Povijest grada
Kalmar je jedan od najstarijih gradova u Švedskoj i ima bogatu povijest. U povijest grada utkani su detalji poput Kalmarske unije, Gustava Vase i Nils Dackea. Tijekom srednjeg vijeka grad je bio bedem za obranu protiv Danske, važna luka, trgovački centar i jedan od većih gradova u Švedskoj. Bio je također i Hanza središte.  Nekoliko bitaka o prevlasti u Švedskoj odigralo se u blizini Kalmara. Obrana grada oko tvrđave je bila otežana poslije Kalmarskih ratova (1611-1613)i počinju rasprave za premještanjem grada. Veći dio tadašnjeg srednjovjekovnog Kalmara je bio porušen.
Godine 1640. odlučuju državne instance preseliti grad za Kvarnholm. U rujnu iste godine stari dio grada izgara u devastirajućem požaru sto utječe na brže preseljenje grada. Prve zgrade u novom gradu se počinju graditi 1645. godine a preseljenje se smatra završenim 1658. godine.
U Kalmaru se nalazi nekoliko baroknih zdanja kao npr. glavna kalmarska crkva (šved. Kalmar domkyrka). Kalmar je također bio biskupski grad do 1915. godine.

## Centar grada
Centralni dio grada smješten je uglavnom na otoku Kvarnholm. Tamo su, između ostalih, smještene zgrade oblasnog muzeja, općine i nekoliko drugih općinskih zdanja. U Kvarnholmu je najviše zgrada u jednoj švedskoj četvrti koje su obilježene kao spomenici kulture.
Na Kvarnholmenu je također smješten vodotoranj a sam otok još uvijek dobrim dijelom je okružen preostalim gradskim zidinama. Sjeveroistočno od Kvarnholmena je smještena gradska četvrt Malmen. Na Malmenu su smještena zdanja Komvuxa, Sudstva ali i glavni dio Kalmarskog kampusa. Tu je također stacionirana zgrada knjižnice i zatvora.

## Kultura i znamenitosti
U gradu koji je bio značajno središte i granični grad tijekom srednjeg vijeka je izgrađeno nekoliko velelebnih građevina.  Kalmar je bio jedan od rijetkih švedskih gradova koji je tijekom srednjeg vijeka bio okružen pravm zidinama a i danas je moguće vidjeti ostatke istih na nekoliko mjesta u staroj gradskoj jezgri. Na Kvarnholmu je dobar dio zidina iz 17. stoljeća sačuvan. Grad je imao sreću što je ostao sačuvan i tijekom 1960.-ih i 1970.-ih što drugi švedski gradovi to ne mogu potvrditi. Povijesna središta poput Kvarnholmena i stare gradske jezgre (Kalmarska tvrđava) su ostala poprilično dobro sačuvana dok je veći dio gradske četvrti Malmen srušen tijekom 19. stoljeća, gdje je kasnije sagrađena zgrada regionalne uprave. Veći dio grada je dakle poprilično dobro očuvan.
U modernije znamenitosti spada Ölandski most, (šved. Ölandsbron); izgradnja istog je započeta 1967. a bio je otvoren za promet 1972. godine. Most je oko 40 metara visok i vidljiv je iz većeg dijela gradskih četvrti. U to vrijeme je sa svojih 6072 metara bio najduži most u Europi.

### Gradski park
Kalmarski gradski park je smješten u blizini kalmarske tvrđave. Park je napravljen u periodu između 1877-1880. godine. 
Tijekom 1930-tih nekoliko zdanja koja su bila smještena u prvobitnom parku se ruše da bi se na istom mjestu napravio moderni restoran. Projekciju restorana je vodio Sven Ivar Lind, koji je u tadašnje vrijeme bio poznat po napravljenom paviljonu u Parizu 1937. godine koji je u to doba slovio kao visokotehnološko zdanje. Osim toga projektirao je i stadion na Råsundi u Stockholmu.

### Ostale znamenitosti
- Ölandski most
- Kalmarska tvrđava
- Kalmarsko kazalište
- Kalmarska katedrala
- Kvarnholm s vodotornjem

## Gospodarstvo
Oko 6000 poduzeća su bila stacionirana u Kalmaru u studenom 2009. godine plus oko 6 400 radnih mjesta u kalmarskoj općini.
Proizvodnja, trgovina i javni sektor su oblasti koje dominiraju gospodarstvom u ovoj oblasti.
Poduzeća s najvišim brojem zaposlenih su:
- Atlas Copco Construction Tools AB, (200-249 zaposlenih)
- Nobina Sverige AB,  (200-249 zaposlenih)
- Tidningsbärarna KB Skånsk Tidn.distr. AB o Co, (200-249 zaposlenih)
- Ikea  (200-249 zaposlenih)
- KLS Ugglarps AB, (200-249 zaposlenih)

Volvo je imao svoje pogone u gradu, otvorene 1974. godine i zatvorene 1994. godine. Postojala je također i tvornica čokolade koja je zatvorena 1998. godine. Slično je bilo i s proizvodnjom vlakova, čija je produkcija prestala 2005. godine.

## Obrazovanje i znanost
Viša škola u Kalmaru (Högskolan i Kalmar) ulazi od 2010. godine u Linnéuniversitetet. Sve funkcije univerziteta se većim dijelom odvijaju u Kalmaru i Växjöu ali postoji i kampus u Hultsfredu za glazbeni studij kao i u Nybrou za studij designa. Istraživačke oblasti karakteristične za ovaj univerzitet su: morska ekologija, biokemija, bioorganska kemija, nanotehnologija, zaštita okoliša i biomedicina.

## Promet
Grad je povezan željezničkom i autobusnom mrežom sa susjednim gradovima. Nedaleko od grada nalazi se i Kalmarska zračna luka. Pravci za Ölandski most idu kroz sjeverni dio grada. Grad leži na E22 autocesti između Malmöa och Norrköpinga i ovdje je početna/završna točka za državnu cestu 25 (Riksväg 25) prema Halmstadu i Växjöu.
Promet u gradu se obavlja autobusima Kalmarskog oblasnog prometa (Kalmar Läns Trafik).

## Gradovi prijatelji
U Skandinaviji:
- Silkeborg, Danska
- Nyslott, Finska
- Árborg, Island
- Arendal, Norveška

U ostalom dijelu Europe:
- Panevezys, Litva
- Gdańsk, Poljska
- Kaliningrad, Rusija
- Wismar, Njemačka

Izvan Europe:
- Samsun, Turska
- Entebbe, Uganda
- Wilmington, SAD

## Vanjske poveznice
- Službena stranica grada

### Ostali projekti
|  | Zajednički poslužitelj ima još gradiva o temi Kalmar |